# Idiosoma
Idiosoma – część ciała roztoczy (Acari), na którą składa się podosoma (segmenty z odnóżami krocznymi) i opistosoma (tylne segmenty, bez odnóży).